# Independence (Minnesota)
Independence è un comune (city) degli Stati Uniti d'America della contea di Hennepin nello Stato del Minnesota. La popolazione era di 3,504 persone al censimento del 2010.

## Geografia fisica
Secondo lo United States Census Bureau, ha un'area totale di 34,56 miglia quadrate (89,51 km²).

## Società

### Evoluzione demografica
Secondo il censimento del 2010, c'erano 3,504 persone.

### Etnie e minoranze straniere
Secondo il censimento del 2010, la composizione etnica della città era formata dal 97,1% di bianchi, lo 0,3% di afroamericani, lo 0,3% di nativi americani, l'1,1% di asiatici, lo 0,2% di altre razze, e l'1,0% di due o più etnie. Ispanici o latinos di qualunque razza erano l'1,3% della popolazione.